# Nianyushan Shuiku
Nianyushan Shuiku (kinesiska: 鲇鱼山水库) är en reservoar i Kina. Den ligger i provinsen Henan, i den centrala delen av landet, omkring 370 kilometer sydost om provinshuvudstaden Zhengzhou. I omgivningarna runt Nianyushan Shuiku växer i huvudsak barrskog.
Genomsnittlig årsnederbörd är 1 445 millimeter. Den regnigaste månaden är juli, med i genomsnitt 258 mm nederbörd, och den torraste är januari, med 34 mm nederbörd.